# Totally Wicked Stadium
Le Totally Wicked Stadium est un stade de rugby à XIII situé à St Helens (Angleterre), dont la construction est terminée en 2011.
D'une capacité de 18 000 places, il accueille les Saints de St Helens, club de Super League, et la réserve du Liverpool FC. Le premier match de rugby à XIII a été joué le 20 janvier 2012 et a opposé St Helens aux Widnes Vikings. 
Une statue en bronze de l'ancien capitaine du club, Keiron Cunningham, se trouve au-dessus de l'entrée principale. 